# Kattunga landskommun
Kattunga landskommun var en tidigare kommun i dåvarande Älvsborgs län.

## Administrativ historik
Kommunen inrättades i Kattunga socken i Marks härad i Västergötland när 1862 års kommunalförordningar trädde i kraft.
1926 uppgick den i Surteby-Kattunga landskommun som 1952 uppgick i Västra Marks landskommun som 1971 uppgick i Marks kommun.